# كي موريكاوا
كي موريكاوا (باليابانية: 森川圭؛ بالكانا: もりかわ けい) هو رائد وكاتب سيناريو ومخرج ياباني، ولد في 3 مايو 1964 في طوكيو في اليابان.

## وصلات خارجية
- كي موريكاوا على موقع IMDb (الإنجليزية)
- كي موريكاوا على موقع قاعدة بيانات الفيلم (الإنجليزية)
- كي موريكاوا على موقع كينوبويسك (الروسية)